# Velika piramida u Tenochtitlánu
Velika piramida ili Veliki hram (Templo Mayor) bila je glavna građevina u astečkom glavnom gradu Tenochtitlánu, gdje se danas nalazi Mexico City.
Velika piramida se nalazila 60 metara iznad gradskog ritualnog terena. Tu su se nalazila dva oltara božanstvima Huitzilopochtli i Tlaloc. Jedan je bio bog rata i sunca, a drugi kiše i plodnosti.
Kao i cijelo carstvo, građevinu su demolirali španjolski konkvistadori pod vodstvom Hernan Cortésa, godine 1521.
Tzompantli, "postolje za lubanje", krasi jednu platformu do zamka.
Hram je više puta nadograđivan. Tako je recimo pri rekonstrukciji 1497. u četiri dana žrtvovano od 3 000 do 84 000 ljudi.

## Vanjske poveznice
- Muzej Velikog hrama  Arhivirana inačica izvorne stranice od 13. lipnja 2005. (Wayback Machine)